# RAF Coningsby
RAF Coningsby est un poste de la Royal Air Force, l'armée de l'air britannique, situé sur près du village de Coningsby dans le Lincolnshire. Il a fait partie du système de la défense aérienne du Royaume-Uni et de l'OTAN.

## Histoire
La base fut ouverte en 1940 comme base de bombardiers. Après la Seconde Guerre mondiale, elle reçut des Avro Vulcans qui furent transférés à la base de Cottesmore (en) en 1964. Des Phantoms arrivèrent en 1966 et y restèrent jusqu'au commencement de la formation des escadrilles de Panavia Tornado F3. Pour accommoder ces nouveaux appareils des HAS, hardened aircraft shelters (abris durcis d'avions) et des installations de soutien furent construites.
Coningsby fut le premier terrain d'aviation à recevoir les Tornado ADV et a accueilli en 2006 le premier escadron d'Eurofighter Typhoon. Le squadron (escadrille) 56 de la RAF fut basé là jusqu'en mars 2003 mais fut réimplantée à Leuchars, en Écosse, pour permettre les améliorations nécessaires à l'arrivée du Typhoon. L'escadrille No. 5 a elle aussi opéré des Tornado F3 depuis Coningsby jusqu'à sa dispersion en 2003.
En 2017, il accueille les 3(F) Sqdrn, premier escadron de chasseur équipé de Typhoon, le XI Sqdrn, premier escadron de Typhoon multirole, le 41(R) Sqdrn, escadron de réserve chargé de l'évaluation et des tests, le 29(R) Sqdrn, chargé de la conversion opérationnelle sur Typhoon ainsi que le Battle of Britain Memorial Flight, unité commémorative.

## Escadrille commémorative
Coningsby est aussi le foyer de l'escadrille qui commémore la bataille d'Angleterre, la Battle of Britain Memorial Flight et à ce titre, est chargée de l’accueil des visiteurs. La BBMF fait fonctionner un des deux avions bombardiers Avro Lancaster qui restent en état de voler au monde. Elle opère aussi un Hawker Hurricane et des Spitfires.